# Woman's World
 Woman's World és una pel·lícula estatunidenca dirigida per Jean Negulesco, estrenada el 1954.

## Argument
El que en principi havia de ser una rutinària elecció per ocupar un lloc vacant com a director general d'una important firma novaiorquesa, es converteix en un autèntic repte per a tres dels seus candidats més directes, Jerry Talbot, Billa Baxter i Sydney Burns.

## Repartiment
- Clifton Webb: Ernest Gifford
- June Allyson: Katie Baxter
- Van Heflin: Jerry Talbot
- Lauren Bacall: Elizabeth Burns
- Fred MacMurray: Sid Burns
- Arlene Dahl: Carol Talbot
- Cornel Wilde: Bill Baxter
- Elliott Reid: Tony Andrews
- Margalo Gillmore: Evelyn Andrews
- Alan Reed: Tomaso
- David Hoffman: Jerecki